# Alan Lane
Alan J. Lane était un joueur australien de tennis. Il a atteint les huitièmes de finale à l'Open d'Australie en 1962 et à Roland Garros en 1963 ainsi que les quarts de finale à l'Open d'Australie en double en 1960 et en mixte en 1962.

## Carrière
Il participe aux 4 tournois du Grand Chelem de 1959 à 1967 en double mixte (avec Beverley Rae, Lorna Cawthorn, Helga Schultze) et double avec Francis Gorman.

## Palmarès
Victoire sur Nikola Pilić en 1963 à Roland Garros.
En 1963, il perd deux tournois en finale, à Paris et à Biarritz, ainsi que le 1/8 de finale de Roland Garros, contre Pierre Darmon à chaque fois.